# Dead Duck Films
Dead Duck Films es una productora de cine independiente que busca, financia, desarrolla y produce películas y series en asociación con los artistas creativos de la industria.
Opera como productora y distribuidora de sus propias películas. 

## Producciones
- Wildfire Johnny - Serie de TV.[3]
- The One (2024).[4]